# M's TV
『岩手競馬 Presents M's TV』（いわてけいば プレゼンツ エムズ・ティーヴィー）は、グリーンチャンネルで2019年4月4日から2022年12月29日まで木曜日に放送されていた岩手県競馬組合監修の競馬情報番組である。
同番組は2012年7月 - 2019年1月まで放送された『iちゃんねる』の内容を引き継いだもので、直近に行われた岩手競馬（盛岡競馬場、水沢競馬場）の重賞レースをVTRを交えて振り返るほか、岩手競馬の最新の話題、騎手・調教師へのインタビューや、岩手競馬とかかわりの深い著名人を迎えてのトークコーナー、週末にJRAインターネット投票で発売が予定される特別・重賞競走についての展望なども行う。
ちなみにM's TVのMは放送している木曜日のM、盛岡競馬場のM、水沢競馬場のMなどと掛けている。
2023年度からは、岩手県競馬においてダートグレード競走が実施される前日に「岩手競馬DGショータイム」と題した展望を生放送する。

## 司会
- 六車奈々
- 佐藤哲三
  - 六車が欠席の場合は岩手競馬とのかかわりが深い著名人や、現地の競馬記者らがスタジオに参加する場合がある。
- 矢部美穂（-2020年度まで）

## 放送日時
- 木曜日 21:00 - 21:30（初回生放送）
- 金曜日 2:00 - 2:30・同 23:00 - 23:30（再放送）

なお、1月中旬 - 3月初旬は岩手競馬は冬季休催となるため基本的には放送を行わない。放送を行わない週は、主に競馬場の達人（最新分の再放送）で穴埋めする。
また一部のJpnグレード重賞である場合など、ごくまれにイレギュラーの曜日で特番扱いの展望番組が行われるときもある。